# 特拉福德訓練中心
特拉福德訓練中心（英語：Trafford Training Centre），是英超俱乐部曼聯的訓練場及青訓基地所在地，位於大曼徹斯特特拉福德的Carrington。

## 歷史
於曼聯一隊在訓練中心進行首課操練後6個月，其主樓才於2000年7月26日舉行正式揭幕，而曼聯青年隊的基地「學院大樓」（Academy building）隨後於2002年開始啟用。特拉福德訓練中心取代克里夫（The Cliff）成為曼聯的訓練場。

## 設施
特拉福德訓練中心內分別設有訓練及復康區、物理治療和按摩室、以及矯正和水療池。同時亦設有壁球和籃球場、桑拿、蒸汽和健身房、餐廳、會議室、辦公室、課室及一個電視錄影室，供MUTV訪問職、球員。
訓練中心設有14個不同大小的足球場地，及兩個作為污水處理系統組成部分的潟湖。由於特拉福德訓練中心建有2.4（1.5英里）長的圍欄及周圍種有3萬株樹，用以防止媒體及對賽球隊的間諜偷窺球隊在未來球賽採用的戰術，因而被傳媒戲稱為「卡靈頓堡壘」（Fortress Carrington）。
訓練中心總面積達到108英亩，球會使用其中的71英畝，其餘土地分租予一個當地農夫及設有一個小型自然保護區，由球會及「柴郡野生基金」（Cheshire Wildlife Trust）共同管理。由於沒有連接到主要的下水道，訓練中心設有自己的污水處理系統。訓練中心由7名「集團物業服務」（Group Property Services，簡稱GPS）職員負責管理，3人在學院大樓，另4人則駐守主樓。

## 外部連結
- Carrington Training Centre at ManUtdZone.com